# Longridge, Northumberland
Longridge var en civil parish 1866–1955 när det uppgick i Horncliffe, i grevskapet Northumberland i England. Civil parish var belägen 5 km från Berwick-upon-Tweed och hade 55 invånare år 1951.